# Alexandre Astruc
Alexandre Astruc, född 13 juli 1923 i Paris, död 19 maj 2016 i Paris, var en fransk filmskapare, filmkritiker och författare. Hans koncept "caméra-stylo" hade inflytande på den franska nya vågen. Han fick Louis Delluc-priset 1952 och René Clair-priset 1994.

## Liv och gärning
Alexandre Astruc utbildade sig till jurist men började 1942 att skriva för litteraturtidskriften Messages. Han kom därigenom att umgås med författare som Jean-Paul Sartre, Albert Camus och Raymond Queneau. Han började att skriva om film i tidskrifterna L'Ecran français, Combat och något senare Cahiers du cinéma, där han gjorde sig känd för att försvara Hollywoodfilmer. År 1948 skrev han en uppmärksammad artikel där han lanserade sin idé om "caméra-stylo", "kamerapenna", som gick ut på att regissörer borde använda kameran på samma sätt som författare använder pennan. Denna idé fick betydelse för den senare auteurteorin och den franska nya vågen.
För att visa att teorin gick att omsätta i praktiken sökte sig Astruc till filmindustrin, först som manusförfattare och regiassistent, men snart även som regissör. Hans första längre film som regissör var Den blodröda gardinen, efter en novell av Jules Barbey d'Aurevilly, för vilken han fick Louis Delluc-priset. För Les mauvaises rencontres från 1955, med en romanförlaga av Cécil Saint-Laurent, fick han pris som mest lovande regissör vid filmfestivalen i Venedig. Han fortsatte att utgå från litteratur, bland annat i Guy de Maupassant-filmatiseringen Ett liv från 1958, och i L'Éducation sentimentale från 1962, med manus av Roger Nimier och Roland Laudenbach efter Gustave Flauberts roman. La Longue Marche från 1966 och Flammes sur l'Adriatique från 1968 handlar båda om andra världskriget.
Efter 1970 regisserade Astruc främst för TV, där han bland annat filmatiserade verk av Marcel Proust, Jorge Luis Borges, Honoré de Balzac och Edgar Allan Poe. Han var medförfattare till Raúl Ruiz' film Les âmes fortes från 2001. År 1994 fick han René Clair-priset från Franska akademien.

## Filmregi
- 1948: Aller et retour, kortfilm
- 1949: Ulysse ou les Mauvaises Rencontres, kortfilm
- 1952: Den blodröda gardinen (Le Rideau cramoisi)
- 1955: Les Mauvaises rencontres
- 1958: Ett liv (Une vie)
- 1961: La Proie pour l'ombre
- 1962: L'Éducation sentimentale
- 1964: Le Puits et le Pendule, kortfilm för TV
- 1965: Évariste Galois, kortfilm
- 1966: La Longue Marche
- 1968: Flammes sur l'Adriatique
- 1975: "La Lettre volée", avsnitt i TV-serien Les Grands Détectives
- 1976: Sartre par lui-même, dokumentär, med Michel Contat
- 1978: Louis XI ou La naissance d'un roi, TV-film
- 1979: Louis XI ou Le pouvoir central, TV-film
- 1980: À une voix près... ou La naissance de la IIIe république, TV-film
- 1980: Arsène Lupin joue et perd, TV-serie
- 1981: "La chute de la maison Usher", avsnitt i TV-serien Histoires extraordinaires
- 1989: Une fille d'Ève, TV-film
- 1993: Albert Savarus, TV-film

## Böcker
- 1945: Les Vacances, Gallimard
- 1975: Ciel de cendres, Le Sagittaire
- 1975: La Tête la première, Olivier Orban
- 1977: Le Serpent jaune, Gallimard (roman)
- 1979: Quand la chouette s'envole, Gallimard (roman)
- 1982: Le Permissionnaire, Éditions de la Table ronde (roman)
- 1989: Le Roman de Descartes, Éditions Balland
- 1992: Du stylo à la caméra et de la caméra au stylo: Écrits (1942-1984), Éditions de l'Archipel
- 1993: L'Autre Versant de la colline, Écriture (roman)
- 1994: Évariste Galois, Groupe Flammarion
- 1997: Le Siècle à venir, Éditions Trédaniel (roman)